# Robert de Bruce (1er lord d'Annandale)
Pour les autres membres de la famille, voir Famille Bruce.
Pour les articles homonymes, voir Robert Bruce et Bruce.
Robert de Bruce ou de Brus († 1142), 1er lord d'Annandale, fut un baron et chevalier scoto-normand du XIIe siècle. Il est le fondateur de la maison de Bruce qui accéda au trône d’Écosse en 1306. 
Il a été dit, sans preuves et depuis plusieurs siècles, être le fils d'un Robert (parfois Adam) de Brus, qui serait venu avec Guillaume le Conquérant, aurait combattu à Hastings en 1066 et serait mort en 1094.

## Biographie
Robert est originaire de Brix, au sud de Cherbourg ; c’est le nom de cette ville, anciennement Bruis, qui explique le nom Brus puis Bruce. Il est un allié d’Henri Ier Beauclerc, dont il est présumé avoir soutenu la conquête de la Normandie en 1105-1106.
Peut-être aussitôt après la bataille de Tinchebray en septembre 1106, Henri Ier lui donne 80 manoirs dans le Yorkshire, principalement dans le wapentake de Claro, puis 13 manoirs de plus autour de Skelton, appartenant anciennement à Guillaume, comte de Mortain, et quelques autres dans le comté de Durham. La seigneurie de Skelton, était l’un des points d’ancrage du contrôle normand dans le nord de l’Angleterre.
David Fitz Malcolm accompagne Henri Ier en Normandie, et reçoit une grande partie de la péninsule du Cotentin. Les présences et absences de Robert à la cour du roi semblent coïncider avec celles de David. Il est possible qu’ils fassent campagne ensemble, aux alentours de 1113, quand David force le roi Alexandre Ier d’Écosse à lui concéder de vastes terres en apanage dans le sud de l’Écosse. 
David Fitz Malcolm devient roi en 1124. Il donne Annandale avec son château à Robert de Bruce probablement la première année de son règne, puisque la charte de donation est faite à Scone, lieu de son couronnement. Il a été prétendu que le château impliquait une donation plus ancienne à Robert, car seuls les Normands étaient capables de bâtir des châteaux. 
Il est le témoin de nombreuses chartes du roi qui sont parvenues jusqu’à nous, en Angleterre et en Écosse. Il est généralement mentionné en premier parmi les barons anglo-normands, ce qui signifie qu’il y avait très certainement une forte amitié entre les deux personnages. 
Après la mort d’Henri Ier en 1135, Robert, qui est supposé avoir prêté serment de respecter les droits à la couronne de sa fille Mathilde l’Emperesse, supporte néanmoins le roi Étienne d’Angleterre qui s'est emparé du trône. Il est présent à ses côtés au siège d’Exeter en 1136, et plus tard à York. En 1138, il est l’un des commandants de l’armée anglo-normande qui s’oppose à l’invasion de David Ier à Cowton Moor. Il est envoyé en émissaire auprès du roi David afin de le persuader de se retirer. Ailred de Rievaulx nous dit qu’il lui tient cet éloquent discours :

« Contre qui prends-tu les armes aujourd’hui, et mène cette grande armée ? Contre les Anglais, en vérité, et les Normands. Ô roi, ne sont-ils pas ceux auprès de qui tu as toujours trouvé des conseils utiles, une aide rapide, et une obéissance fidèle de plus ? Depuis quand, mon seigneur, je te le demande, éprouves-tu une si grande foi envers les Écossais, que tu renonces et te prives, avec une si grande confiance, toi-même et les tiens du conseil des Anglais et de l’aide des Normands, comme si les Écossais allaient seuls suffire à te protéger, même contre les Écossais ? Nouvelle est pour toi cette confiance dans les Gallovidiens, attaquant aujourd’hui par les armes ceux avec l’aide de qui tu as jusqu’ici régné sur les Écossais avec affection, et sur les Gallovidiens avec terreur,. »

Le roi était sur le point de se replier, mais William Fitzduncan, accusant Bruce de trahison, le convainc de se battre. Robert de Bruce renonce alors officiellement à son vœu de fidélité et d’hommage au roi, ce qui était loin d’être un geste courant dans une société féodale. Ceci impressionna d’ailleurs grandement ses contemporains. L’armée anglo-normande bat l’armée écossaise, qui se retire à Carlisle.
Robert meurt un 11 mai, de l’année 1141 d’après une chronique familiale aux dates non fiables. Jean de Hexham, qui situe sa mort vers la Pâques (19 avril) 1142 doit lui être préférée. Il pourrait donc être mort le 11 mai 1142. 
Il fonde le prieuré augustin de Guisborough dans le Yorkshire, probablement vers 1119, le dotant richement. Le premier prieur était son frère Guillaume. En Normandie, il donne l’église de Querqueville à l’abbaye Sainte-Marie d’York, pour l’âme du comte David (son titre de l’époque) et ses parents.

## Mariage et descendance
Robert de Bruce épouse Agnès, dont l’identité est inconnue. Ils eurent deux enfants connus :
- Adam († 1143), qui succède à son père comme Lord de Skelton. Il épouse Agnès, fille d’Étienne, comte d’Aumale. Ses descendants tiennent Skipton encore quatre générations après lui, jusqu’en 1272 ;
- Robert II de Bruce († v. 1194), qui succède à son père comme Lord d’Annandale.

## Sources
- A. A. M. Duncan, « de Brus, Robert (I), Lord of Annandale (d. 1142) », dans Oxford Dictionary of National Biography, Oxford University Press, 2004. Version du 14 novembre 2006.